# John Jerstad
John Louis Jerstad (Racine, 12 febbraio 1918 – Ploiești, 1º agosto 1943) è stato un militare e aviatore statunitense, decorato con la Medal of Honor alla memoria nel corso della seconda guerra mondiale.

## Biografia

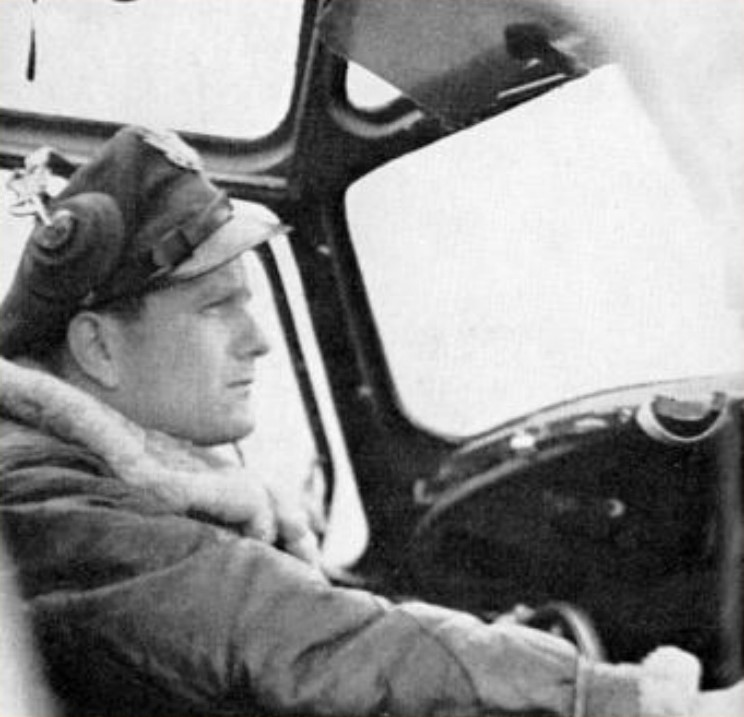
John L. Jerstad ai comandi di un Consolidated B-24 Liberator.

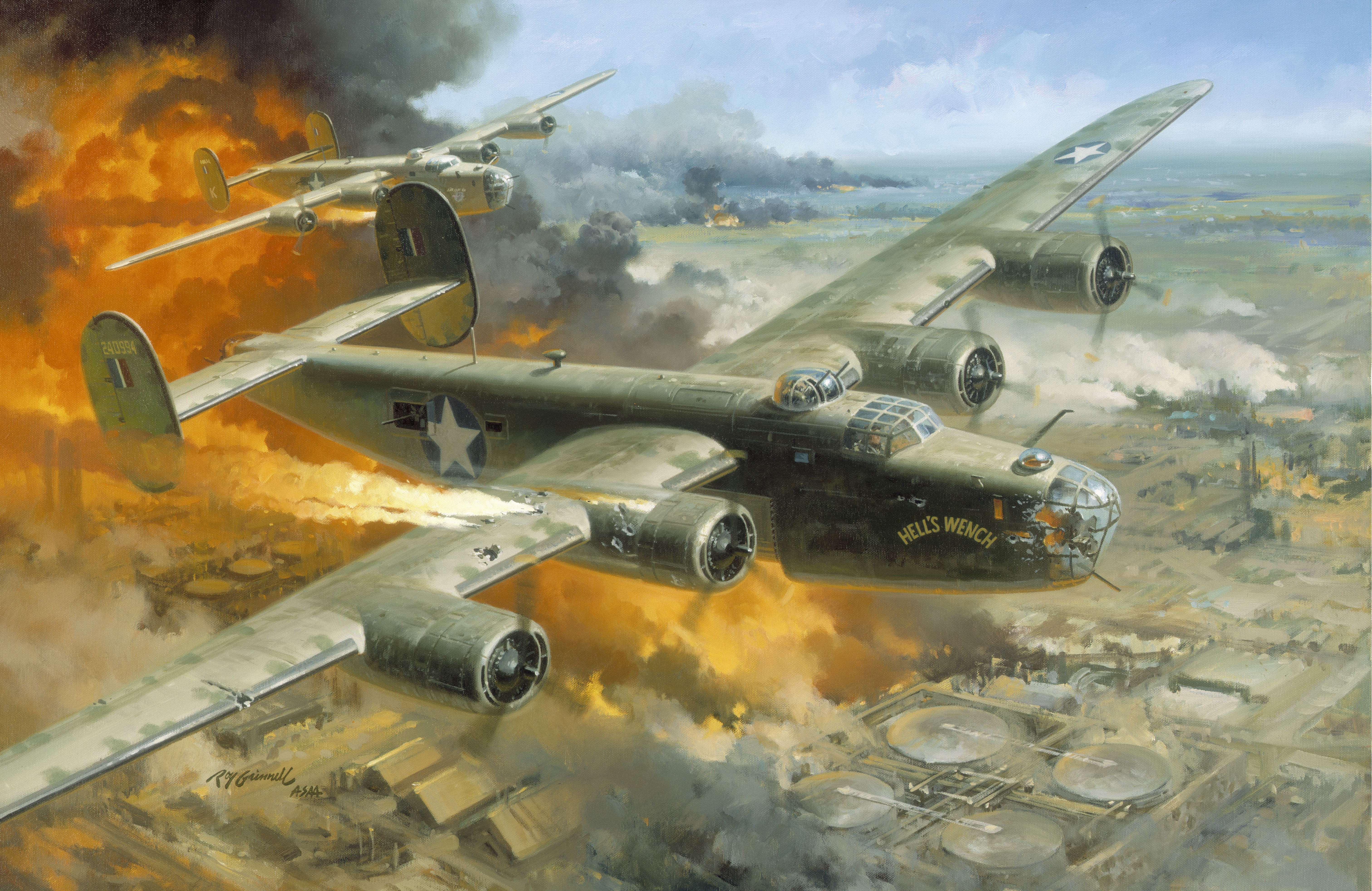
Dipinto di Roy Grinnell Fire over Ploesti che rappresenta l'aereo di Jerstad e Baker in volo su Ploiești.

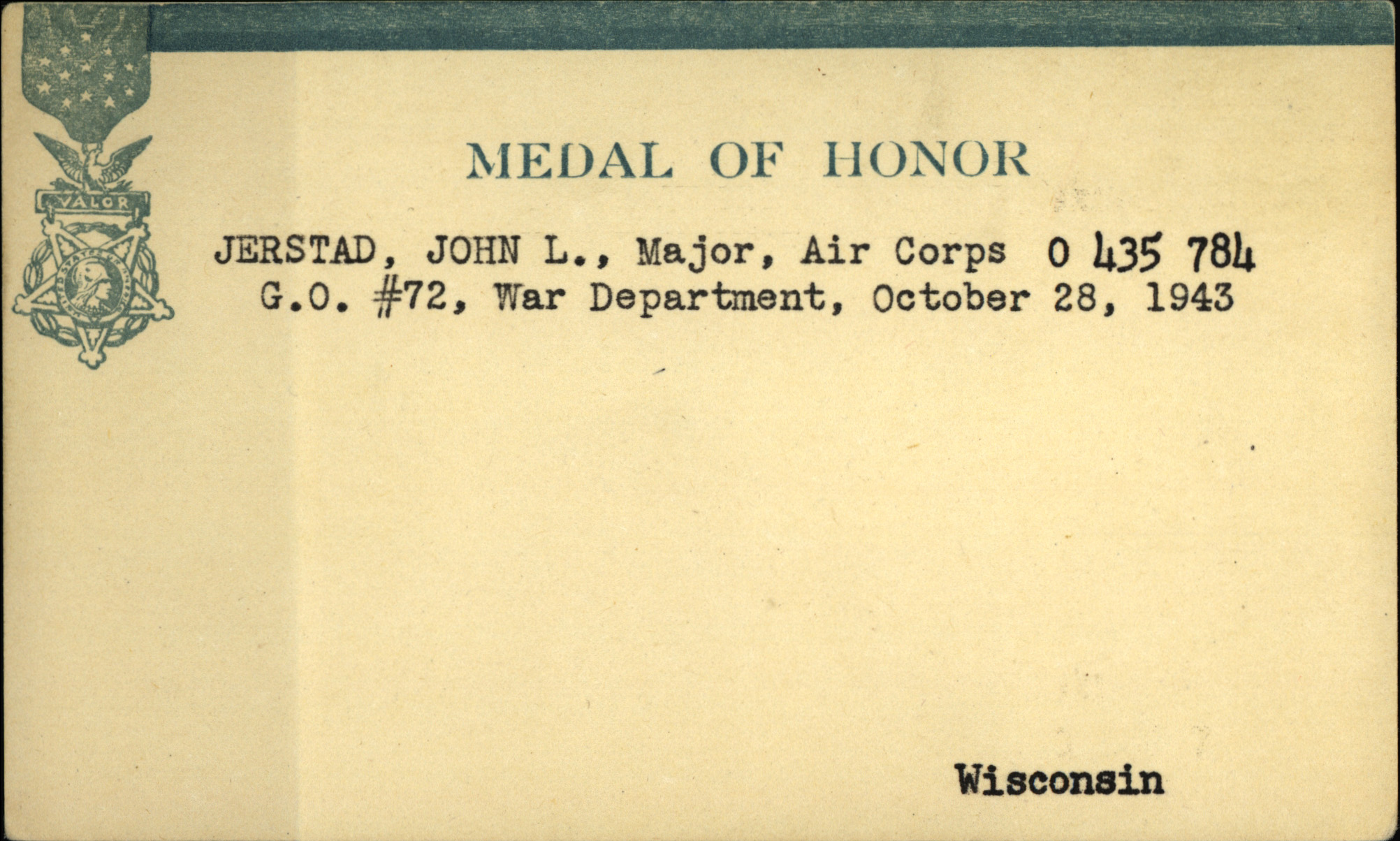
Medal of Honor di John L. Jerstad, 28 ottobre 1943.

Nacque a Racine, nel Wisconsin, il 12 febbraio 1918, figlio primogenito di Art e Alice Jerstad. Frequentò la Washington Park High School e, dopo essersi diplomato nel 1936, andò alla Northwestern University, dove si laureò nel 1940. Fu membro dei Boy Scouts e dei Sea Scouts e, mentre era al college, tornava a Racine durante le estati per gestire un campo estivo per bambini. Insegnò per un anno a La Due, nel Missouri, prima di entrare come cadetto nell'United States Army Air Corps. Si arruolò a Milwaukee il 12 luglio 1941, e poi si addestrò ad Ontario, in California, e sulla Luke Air Force Base, Arizona.
Entrò in servizio attivo come pilota il 6 febbraio 1942, in piena seconda guerra mondiale, e prestò servizio con il 98th e poi il 93rd Bomber Group sulla Barksdale Air Force Base, Louisiana. Nell'ottobre 1942, andò in Europa con il 93rd BG e volò sui bombardieri Consolidated B-24 Liberator del 328th Bomber Squadron, con il grado di capitano. Ricevette la Silver Star durante le missioni dell'Eighth Air Force dalla base RAF di Alconberry, nei pressi del Cambridgeshire.
Dopo aver preso parte a più di 25 missioni fu promosso maggiore nell'aprile 1943 e venne assegnato al quartier generale del 2nd Bomber Wing un mese dopo. Fu scelto dal colonnello Edward Julius Timberlake, ex comandante del "Traveling Circus", per essere direttore delle operazioni.  Partecipò alla pianificazione dell'Operazione Tidal Wave, un raid sui giacimenti petroliferi nei pressi di Ploiești, in Romania. Dopo l'addestramento alle tattiche di bassa quota, tre gruppi di bombardamento, il 93rd, il 44th e il 389th BG, assegnati al 201st Provisional Combat Wing, partirono per Bengasi, in Libia. Questo sarebbe stato il punto di partenza per l'attacco. 
Egli aveva completato più del suo ciclo previsto di missioni, e non era più direttamente collegato al 93rd Bomber Group, ma si offrì volontario per prendere parte all'operazione Le raffinerie di Ploiești fornivano quasi un terzo del petrolio che serviva ai tedeschi; i comandanti alleati speravano che la loro distruzione avrebbe inferto un colpo decisivo al corso della guerra.
Il 1° agosto 1943 un totale di 117 bombardieri B-24 Liberator con oltre 1.700 aviatori a bordo decollarono da un aeroporto vicino a Bengasi, in Libia.
Ciò che rendeva la missione così rischiosa era la massiccia difesa delle raffinerie. Per preservare l'elemento sorpresa, i 117 bombardieri pesanti avrebbero volato a bassa quota per eludere i radar tedeschi, esponendosi così a distanza ravvicinata alle mitragliatrici antiaeree. La difficoltà di pilotare il B-24 a bassa quota richiedeva la presenza di due piloti, ed egli aveva come copilota il tenente colonnello Addison Baker.
Il loro fu il primo aereo della seconda delle cinque formazioni a volare per 18 ore lungo il percorso di andata e ritorno di 2.400 miglia. Avvicinandosi all'area bersaglio, Addison e diversi altri piloti notarono che il pilota capo della missione, il colonnello Keith Karl Compton, aveva virato nel punto sbagliato e si stava dirigendo verso Bucarest invece che verso Ploiești. I registri della missione mostrarono che Compton non rispose alle chiamate che lo avvisavano dell'errore, e quindi Addison ruppe la formazione e riportò il resto degli aerei del 93rd Bomber Group sulla rotta giusta.
Il suo B-24 Liberator fu il primo bombardiere a raggiungere l'obiettivo. Durante l'avvicinamento, lo Hell's Wench colpì il cavo di un pallone aerostatico, ricevette un colpo diretto da un cannone antiaereo da 88 mm e, secondo i rapporti, altri tre colpi, prendendo fuoco.
Il piloti si trovavano su un terreno in cui avrebbero potuto abbandonare la missione e tentare un atterraggio di fortuna, ma lui e il tenente colonnello Addison scelsero invece di guidare l'attacco e sganciare le bombe sul bersaglio completando con successo la missione.
Dopo aver sganciato le bombe, i due piloti tentarono di salire di quota a sufficienza per permettere all'equipaggio di lanciarsi in sicurezza con il paracadute. Il B-24 Hell's Wench rimase gravemente danneggiato e precipitò in fiamme senza che vi fossero superstiti. 
I resti del tenente colonnello Baker furono recuperati dopo l'incidente ma non identificati, e la salma fu inizialmente sepolta nella Sezione degli Eroi del Cimitero Civile e Militare di Bolovan, in Romania, mentre Jersted fu dichiarato Missing in action.
Il 28 ottobre 1943 fu insignito della Medal of Honor che fu consegnata alla sua famiglia,  durante una cerimonia presso la chiesa della Santa Comunione a Racine il 21 novembre successivo, dal generale di brigata Uzal Girad Ent. Sette anni dopo l'abbattimento del suo aereo, l'US Army informò la famiglia di Jerstad che i suoi resti erano stati ritrovati. Fu sepolto nel cimitero americano delle Ardenne vicino a Neupré, in Belgio.
Cinque uomini che parteciparono all'Operazione Tidal Wave furono insigniti della Medal of Honor: il tenente colonnello Addison Baker, il maggiore John Jerstad, il tenente Lloyd Herbert Hughes, il colonnello Leon William Johnson e il colonnello John Riley Kane.